# Uetersener Blutbuche

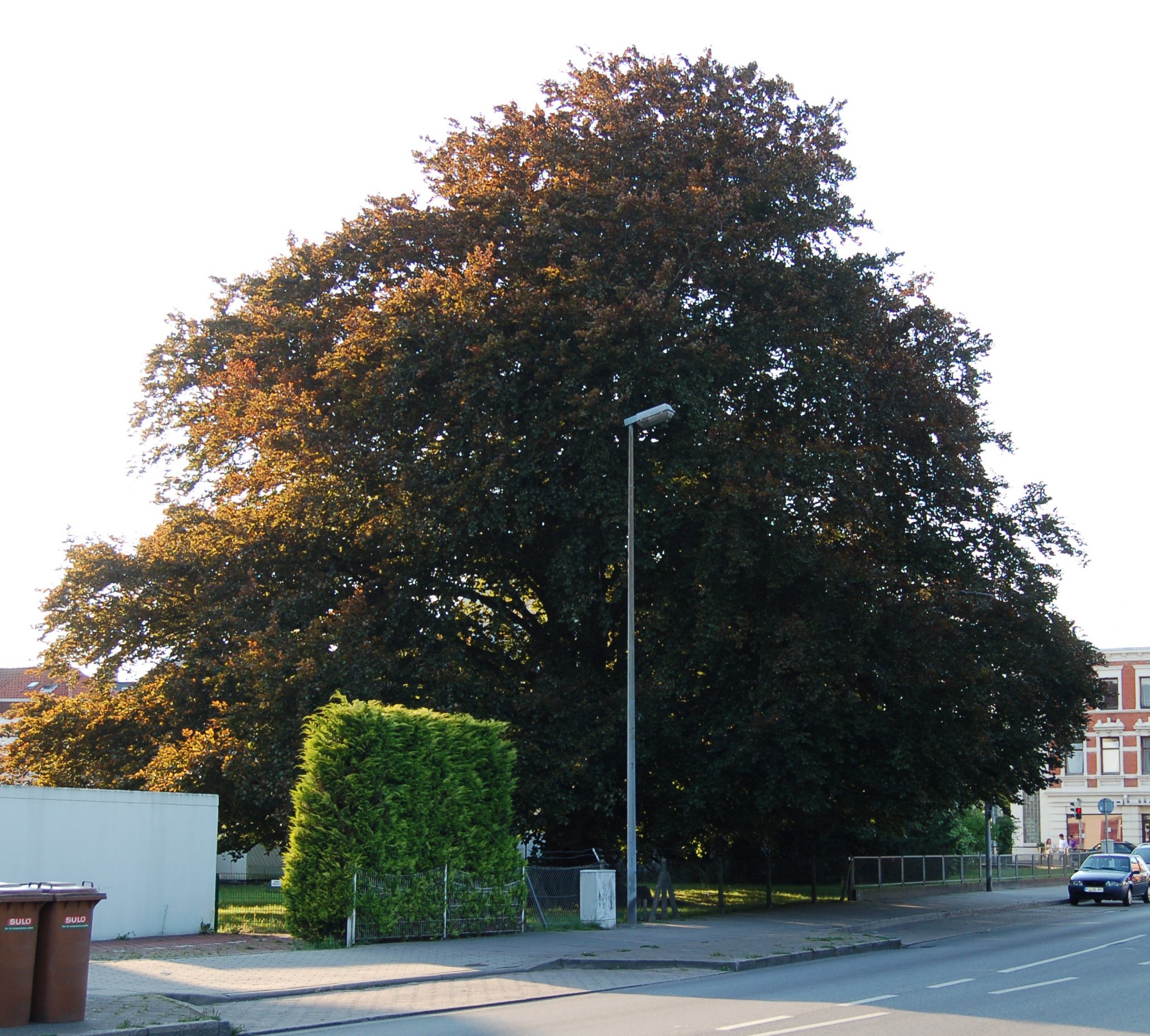
Die Uetersener Blutbuche

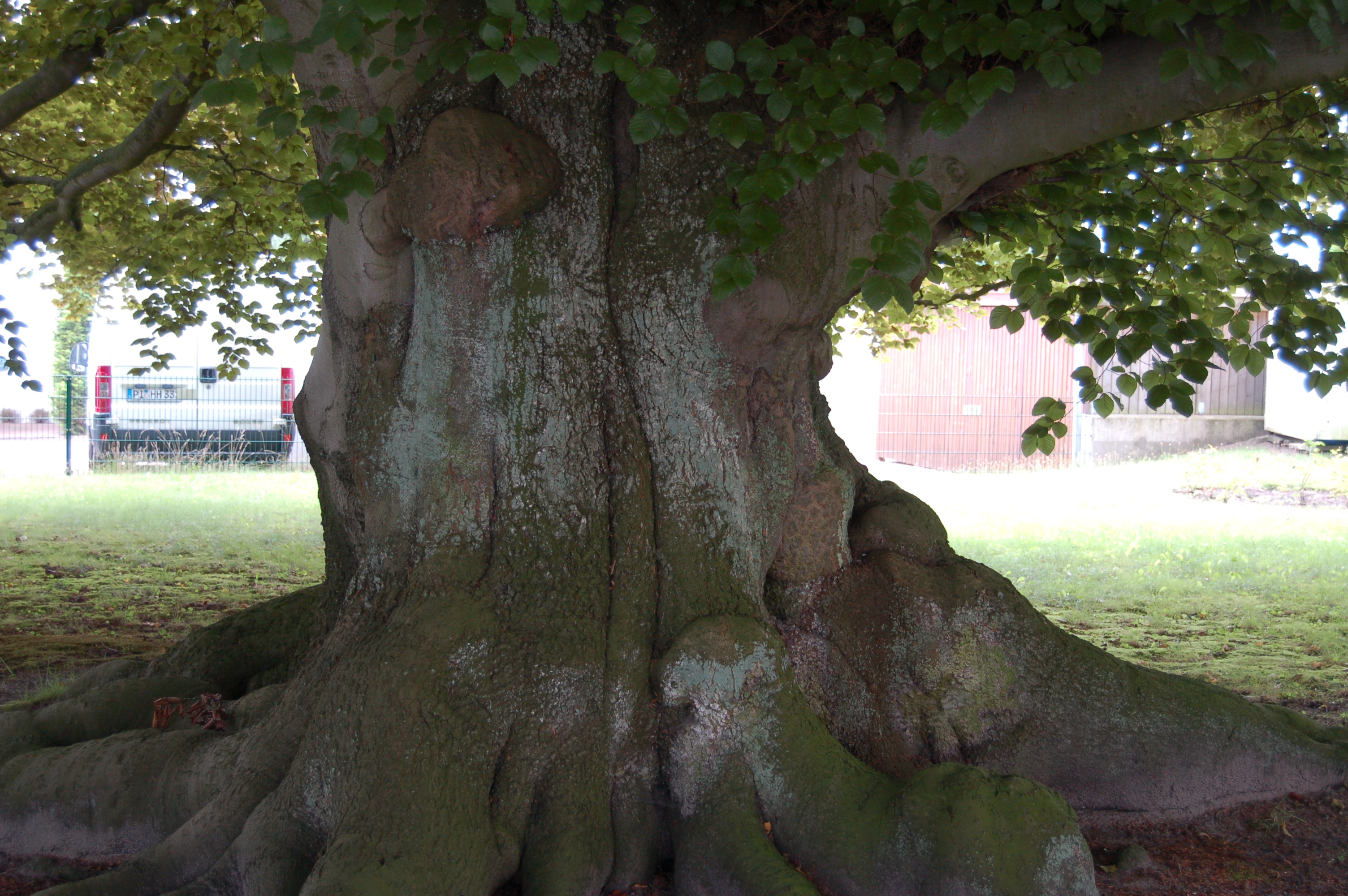
Der Stamm der Blutbuche

Die Uetersener Blutbuche ist ein Naturdenkmal in Uetersen, Kreis Pinneberg. 
Auf Grund ihres Standortes an der B 431 ist sie das meistbeachtete Naturdenkmal in Uetersen.
Die Blutbuche (Fagus sylvatica f. purpurea) ist seit dem 19. Dezember 1997 als Naturdenkmal bei der Unteren Naturschutzbehörde des Kreises Pinneberg mit der Nummer 06/01 unter der Bezeichnung Purpurbuche gelistet. Das Alter der Buche wird mit etwa 150 Jahren angegeben.
Die Buche befindet sich in einem sehr guten Zustand mit nur geringen Anteilen von Totholz in der Krone. Der Stamm ist vollholzig und ohne erkennbare Beeinträchtigungen. Der Baum hat eine große Krone mit einem Durchmesser von 27,30 und einer Höhe von etwa 22 Metern. Der Stamm hat an der Stelle seines geringsten Durchmessers einen Umfang von ca. 5,30 Meter. In einem Meter Höhe gemessen beträgt der Stammumfang 6,40 Meter.
Es ist eines der markanten und alten Baumexemplare im südlichen Schleswig-Holstein (wahrscheinlich dort die älteste Blutbuche).

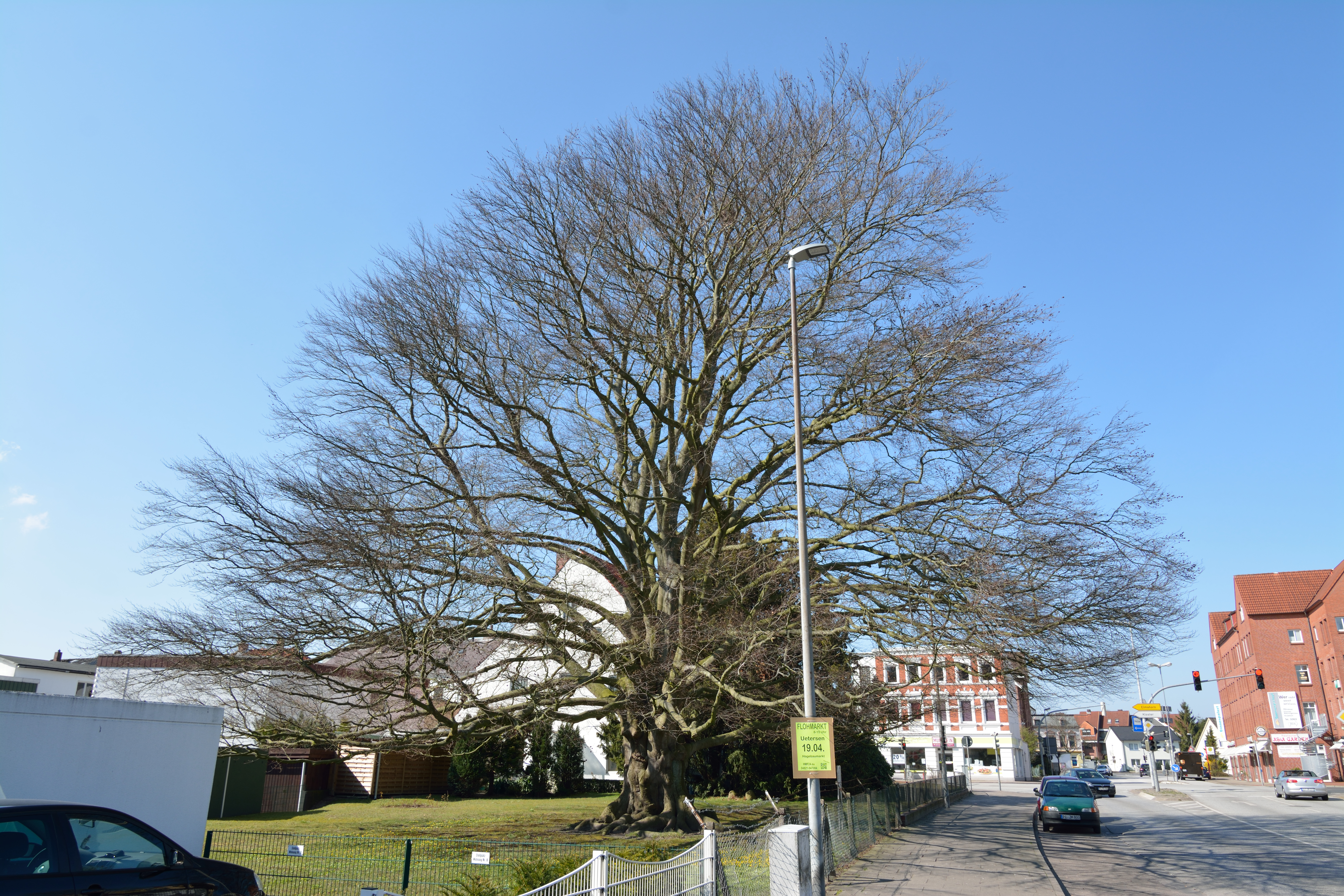
Blutbuche April 2015
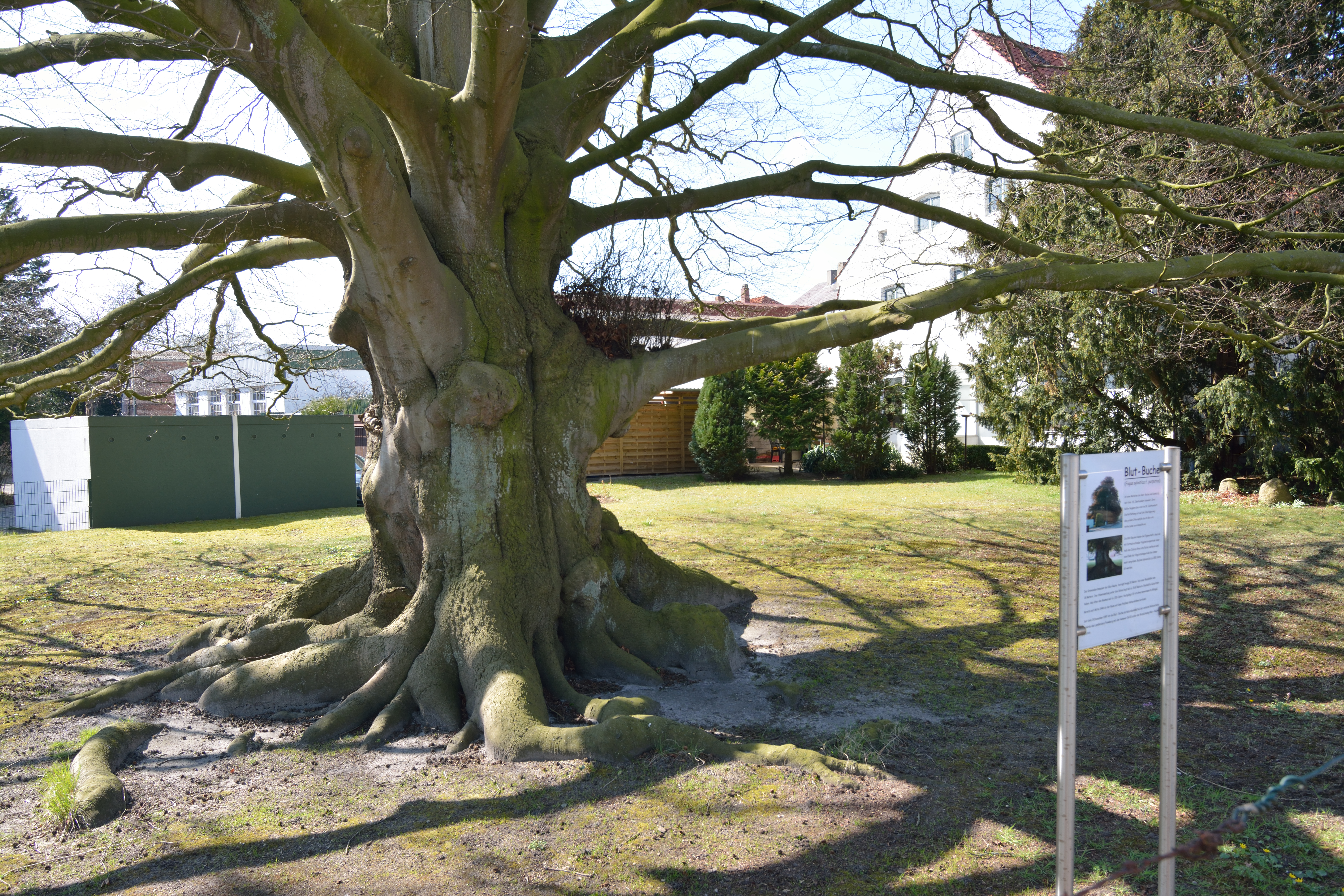
Monumentaler Unterbau
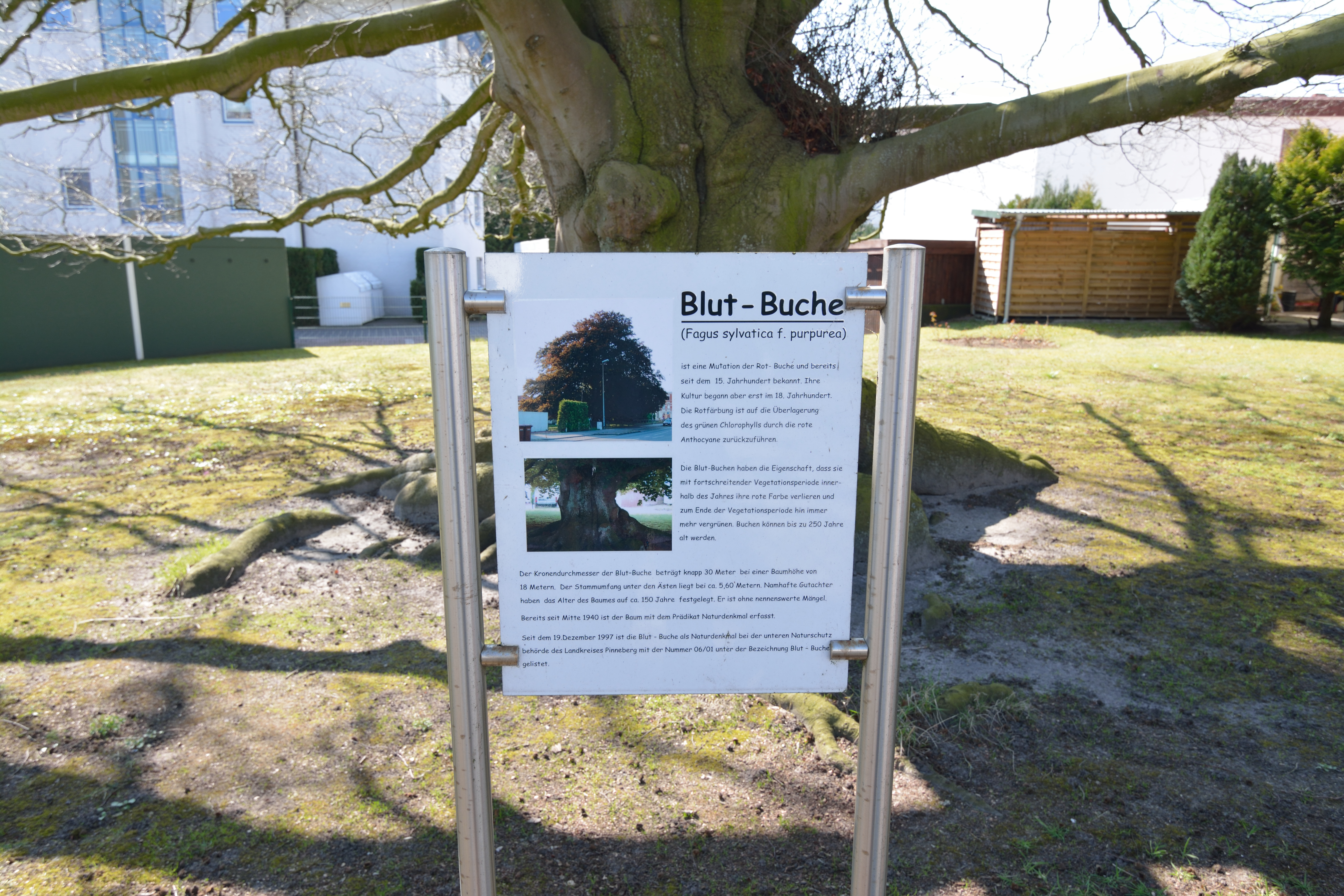
Schautafel am Baum